# Ridder (título)
Ridder (/ˈrɪdər/; en español: "Caballero") es un título noble en los Países Bajos y Bélgica. Tradicionalmente denota el segundo rango más bajo dentro de la nobleza, de pie debajo del Barón, pero por encima de la nobleza sin título (Jonkheer) en estos países. "Ridder" es una traducción literal del latín Eques y originalmente significaba "jinete" o "caballista". Por su asociación histórica con la guerra y la nobleza terrateniente en la Edad Media, puede considerarse aproximadamente igual a los títulos de "Caballero" o "Baronet". En los Países Bajos y Bélgica no existe un equivalente femenino. El término colectivo para sus titulares en un área determinada como asamblea ejecutiva y legislativa se denomina Ridderschap (p. ej. Ridderschap de Holanda, Ridderschap de Frisia, etc.)

## Historia
Antes de 1814, la historia de la nobleza está separada para cada una de las once provincias que conforman el Reino de los Países Bajos. En cada uno de estos, hubo en la Alta Edad Media una serie de señores feudales, que a menudo eran tan poderosos, y a veces más que los propios gobernantes. En los viejos tiempos, no existía otro título que el de caballero. 
A mediados del siglo XIV, las disputas entre los señores feudales redujeron a muchas familias y castillos a ruinas, lo que contribuyó a la adquisición de los duques de Borgoña por conquista o herencia de muchas de las provincias que forman el Reino de los Países Bajos. En 1581, Felipe II de España, heredero de los duques de Borgoña, fue abjurado por representantes de las Siete Provincias, que dejaron gran parte del poder ejecutivo y legislativo al Ridderschap de cada provincia, que consistía en los representantes de esas familias de La antigua nobleza feudal. 
En 1798, la revolución acabó con su poder, y no fue antes de 1814, cuando Guillermo de Orange se convirtió en Rey de los Países Bajos cuando fueron nombrados nuevamente en otra forma, pero para el momento de la constitución de 1848, no tenían influencia en asuntos gubernamentales. En 1814, si no se reconocía un título superior, los hombres solo debían llevar el predicado hereditario de Jonkheer. Las antiguas familias feudales obtuvieron el título de barón o baronesa para todos sus descendientes.

## Herencia
El título hereditario Ridder desciende de dos maneras: "op allen" (para todos, es decir, cada descendiente masculino, en la línea masculina, tiene derecho al título) y "met het recht op eerstgeboorte" (con el derecho del primogénito - es decir, descendencia según la ley Sálica, es decir, el descendiente masculino mayor del primer portador del título puede tomar el título, pero no los demás). 

## Estilo de dirección
Normalmente uno se refiere o se dirige a un Ridder como De hoogwelgeboren heer (El alto Señor bien nacido), [Nombre] ridder [Apellido]. Observe que el título se coloca y escribe en minúscula entre el nombre y el apellido. La esposa de un ridder es referida o dirigida como De hoogwelgeboren vrouwe (La alta dama bien nacida), Mevrouw [Nombre] [Apellido esposo] - [Nombre de soltera]. Como se explicó anteriormente, no existen Ridders femeninos. Los hijos de Ridders hereditarios que no tienen un título noble están diseñados con el honorífico Jonkheer o Jonkvrouw de la nobleza sin título, es decir De hoogwelgeboren heer, Jonkheer/Jhr. [Nombre Apellido] (versión masculina) o De hoogwelgeboren vrouwe, Jonkvrouw/Jkvr. [Nombre] [Apellido] (versión femenina).

## Corona

Corona heráldica de un Ridder.

La corona de rango para un Ridder hereditario es la siguiente: un círculo de oro liso con ocho puntos dorados, cada uno rematado con una perla; cinco de ellos se ven en una representación. Además, el círculo dorado de la corona heráldica está rodeado con un collar de perlas. 